# Anna Chakvetadze
Anna Djambulilovna Chakvetadze (en russe : Анна Джамбулиловна Чакветадзе), née le 5 mars 1987 à Moscou où elle réside, est une joueuse de tennis russe, professionnelle de 2003 à 2012. Elle est d'origine géorgienne par son père.
Chakvetadze compte huit titres WTA en simple à son palmarès, dont quatre acquis en 2007. Elle participe également en 2007 à la campagne victorieuse de la Russie en Fed Cup.
En décembre 2007, elle est victime d'un violent cambriolage : alors qu'elle se trouve dans sa résidence située dans la banlieue de Moscou, la joueuse de tennis est victime de malfrats. Elle est attachée par six individus qui molestent ses parents. Cet épisode la perturbe gravement, ce qui nuira à ses résultats sportifs.

## Carrière tennistique

### Débuts
En junior, elle atteint la finale à Wimbledon et remporte la première édition du Bavarian Challenge, performances établies en 2003.
Elle participe à son premier tournoi ITF en novembre 2001 et ouvre son compteur de victoires à Makarska en avril 2002. Cette même année, elle remporte le tournoi de double à Istanbul en juillet. Elle atteint également la demi-finale en simple. Elle défait pour la première fois une joueuse du top 100 (Janette Husárová) en octobre 2003 dans son fief à Moscou sur le circuit WTA après avoir obtenu une wild card pour participer aux qualifications.
Elle atteint sa première finale au tournoi ITF de Sunderland en février 2004, ne baissant pavillon que face à Kaia Kanepi. Elle remporte une semaine plus tard le tournoi de Redbridge face à Virginie Pichet après avoir pris sa revanche sur Kanepi en demi-finale.
Son classement lui permet d’intégrer les qualifications de l’US Open. C’est lors de ce tournoi qu’elle se révèle au plus haut niveau en s'offrant deux victoires de prestige. Elle bat successivement Barbara Schett puis la numéro 3 mondiale Anastasia Myskina avant de tomber face à Eléni Daniilídou. Cet exploit la mène dans le top 100.
Elle confirme deux semaines plus tard en atteignant la finale du tournoi de Batoumi, ne cédant que face à la star montante Ana Ivanović. Pour sa seconde apparition à Moscou, elle se sort du tournoi de qualification en écartant au passage Anabel Medina Garrigues puis Ekaterina Makarova mais ne peut rien contre sa compatriote Dinara Safina. Elle termine l’année 2004 au 84e rang du classement WTA, soit un gain de près de 300 places en un an.

### 2005 - 2006: une ascension régulière
L'entame de la saison est un peu poussif : elle est sortie durement au second tour de l'Open d'Australie par la numéro 6 mondiale Elena Dementieva et peine à progresser au-delà des qualifications des tournois auxquels elle prend part. Anna parvient au troisième tour de Roland-Garros où elle bute sur Maria Sharapova alors numéro 2 mondiale.
Sur le gazon d'Eastbourne, Anna Chakvetadze est à deux doigts de battre la 5e du classement WTA Svetlana Kuznetsova (6-1, 4-6, 6-7) alors qu’elle a servi pour le match. Son premier Wimbledon ne lui réussit pas : elle est écartée dès le premier tour par Jelena Janković. La Russe entame la tournée américaine par le tournoi de San Diego où elle défait Tatiana Golovin, Iveta Benešová et Elena Likhovtseva mais perd son quart de finale contre Akiko Morigami alors qu’elle était favorite. Une semaine plus tard, elle accroche Maria Sharapova au tournoi de Los Angeles sans pouvoir s'imposer. Elle enchaîne avec une demi-finale à New Haven, prenant au passage sa revanche sur Jelena Janković, puis avec un second tour à l'US Open, non sans avoir poussé Elena Dementieva dans ses retranchements (1-6, 6-4, 6-7, elle menait 3-0 dans le dernier set). La fin de saison est médiocre pour Anna Chakvetadze qui perd quatre fois de suite au premier tour, dont au tournoi de Moscou face à Patty Schnyder. En décembre, elle pointe au 33e rang.
Le début de saison 2006 en demi-teinte est marqué par un lourd revers contre Nicole Vaidišová au second tour de l'Open d'Australie. Anna Chakvetadze connaît son premier match probant en 2006 à Indian Wells contre Maria Kirilenko qu'elle bat 6-2, 6-3. La Russe fait alors sa meilleure performance sur le circuit WTA en se hissant en demi-finale à Varsovie à l'issue d'un beau parcours qui l'aura vue défaire Jelena Janković, Daniela Hantuchová et Ana Ivanović. La suite de la saison sur terre battue n’est pas aussi lumineuse. Elle se casse les dents notamment au second tour de Roland-Garros face à Li Na pour son premier tournoi du Grand Chelem en tant que tête de série (numéro 27).
Wimbledon ne la voir guère briller non plus : elle quitte le tournoi au même stade, largement dominée par Justine Henin. Elle est appelée une semaine plus tard en équipe de Fed Cup pour une rencontre en Croatie, palliant les absences des meilleures Russes Svetlana Kuznetsova et Maria Sharapova. Elle réussit son baptême de feu non sans mal face à Ivana Lisjak en deux jeux décisifs. Anna Chakvetadze fait une saison américaine honorable avec comme point d’orgue une demi-finale en Coupe Rogers à Montréal où elle ne peut défendre pleinement ses chances contre Martina Hingis à cause d’une blessure au poignet. Cette tournée fructueuse l'aura vu se défaire d'une membre du top 10 Nadia Petrova à deux reprises. Elle n'en avait plus battue depuis sa victoire contre Anastasia Myskina à l’US Open 2004. Elle aborde en confiance l'US Open où elle atteint pour la première fois de sa carrière les huitièmes de finale. Anna continue sur sa lancée et remporte successivement ses tout premiers tournois WTA à Guangzhou et surtout à domicile à Moscou. Elle accroche à son tableau de chasse Jelena Janković et Anabel Medina Garrigues en Chine, puis Dinara Safina, Francesca Schiavone, Elena Dementieva et Nadia Petrova en Russie. Elle est classée 13e en décembre.

### 2007: l'accession autop 10

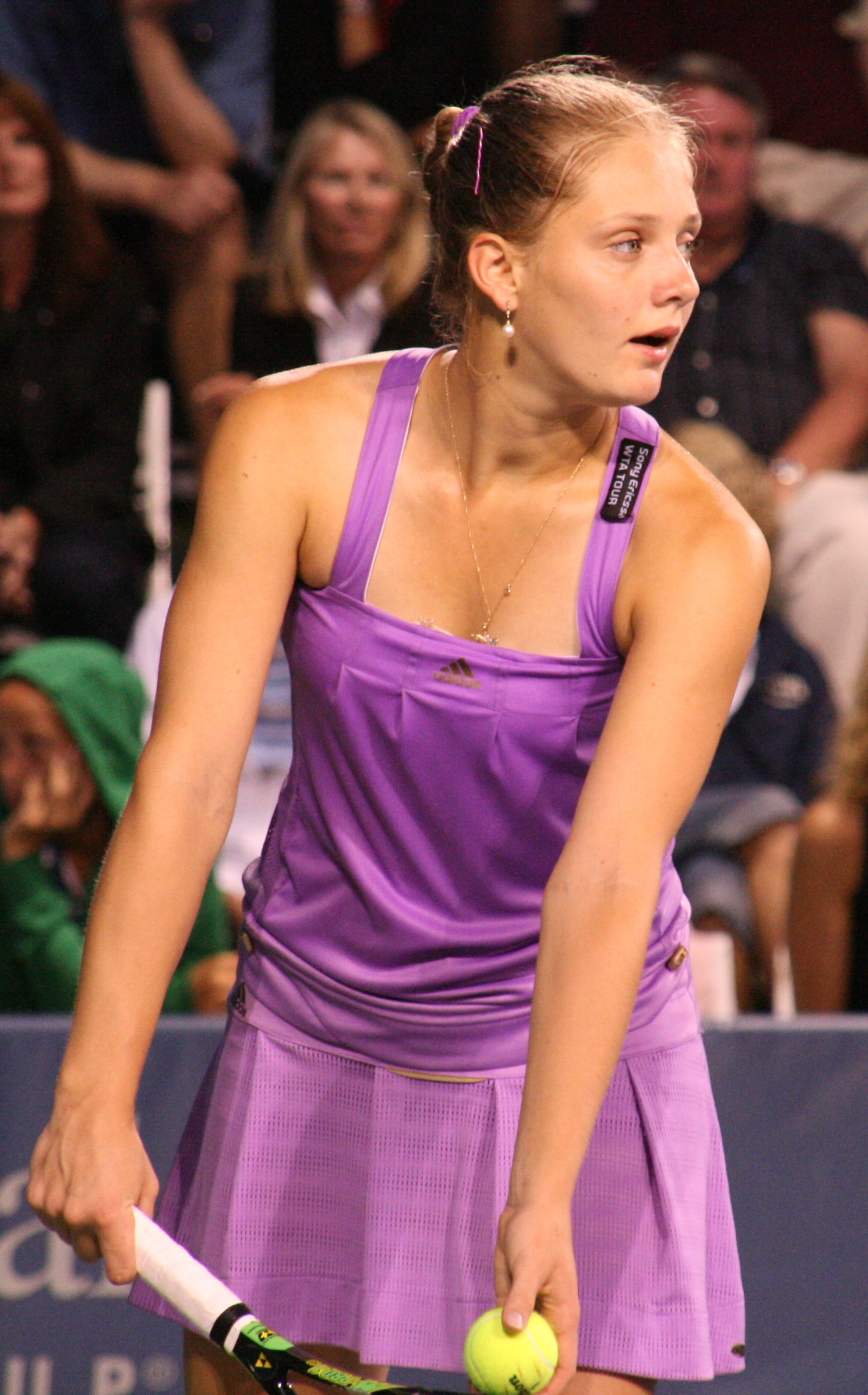
Au Classic de San Diego en 2007.

La saison débute comme la précédente avait fini : pied au plancher. Elle remporte le tournoi de Hobart pour son premier tournoi en tant que tête de série numéro 1, sans toutefois affronter une joueuse du top 30. Après un beau parcours, Anna Chakvetadze est barrée par Maria Sharapova en quart de finale de l'Open d'Australie non sans avoir opposé une vive resistance. Elle s'incline au même stade à Paris et en demi-finale du tournoi d'Anvers face à la même adversaire, Amélie Mauresmo. La Russe atteint de nouveau le dernier carré à Miami où elle tombe sur une Justine Henin intouchable.
Sa tournée sur terre battue s'avère décevante mais est toutefois compensée par une belle performance à Roland-Garros. Bien qu'étant passée près de la trappe au second tour contre le grand espoir du tennis hongrois Ágnes Szávay, elle poursuit sa route jusqu'en quart de finale mais est bloquée une fois encore par Maria Sharapova.
Le gazon de Bois-le-Duc lui sourit : elle s’offre un troisième succès sur le circuit WTA en se débarrassant notamment de Victoria Azarenka, de Francesca Schiavone, de Daniela Hantuchová puis enfin de Jelena Janković. Anna Chakvetadze est moins en réussite à Wimbledon où elle est sortie au troisième tour par une étonnante Michaëlla Krajicek.
Sélectionnée en demi-finale de Fed Cup pour affronter une équipe des États-Unis diminuée, elle écrase dans un premier temps Vania King mais est défaite par Venus Williams. Ce revers ne sera toutefois pas préjudiciable à son équipe qui se qualifie pour la finale. Dans sa lancée sur le territoire américain, elle empoche le tournoi de Cincinnati sans perdre un set et poursuit avec un nouveau succès à Stanford. C'est sa bête noire, Maria Sharapova, qui la prive de la finale à San Diego alors qu'elle avait brillamment écarté Venus Williams au tour précédent. La Russe aborde le tournoi de Toronto avec confiance mais est néanmoins contrainte de jeter l'éponge contre Virginie Razzano dès son entrée en lice, diminuée par un virus. Elle est remise pour l'US Open et se hisse pour la première demi-finale de sa carrière dans un tournoi du Grand Chelem. Malgré un bon début, elle s'écroule contre Svetlana Kuznetsova en trois sets dans un match réputé pour sa mauvaise qualité.
Dans l'antre du stade Loujniki de Moscou, elle participe à la victoire en Fed Cup de la Russie contre l'Italie en remportant le premier match contre Francesca Schiavone.
La fin de saison est plus délicate pour Anna qui obtient comme meilleur résultat qu'un quart de finale à Linz qui la voit se faire corriger par Patty Schnyder contre laquelle elle n'inscrit qu'un jeu. Sa 7e place au classement WTA lui permet tout de même de participer au Masters. Elle bénéficie de l'abandon de Serena Williams puis se débarrasse de Jelena Janković avant de s’incliner contre la numéro 1 incontestée Justine Henin. Ses deux victoires lui donnent l’accès à la demi-finale où une fois de plus, elle ne trouve pas les armes pour vaincre Maria Sharapova qui la bat en deux sets secs (6-2, 6-2).

### 2008: une saison en demi-teinte
Anna Chakvetadze prépare sa saison 2008 au tournoi exhibition de Hong Kong où elle se hisse en demi-finale (défaite contre Maria Sharapova) puis à Sydney sans parvenir à franchir le premier tour. Elle arrive alors à l'Open d'Australie sans grande certitude. Sa forme médiocre se confirme : elle est battue dès son troisième match par sa compatriote Maria Kirilenko. Anna Chakvetadze s'envole pour Israël où elle doit disputer le premier tour de la Fed Cup accompagnée de Maria Sharapova, récente vainqueur de l'Open d'Australie, d'Elena Vesnina et de Dinara Safina. Elle remporte le point décisif en simple face à Tzipi Obziler 6-4, 6-2 malgré un public très hostile qu'elle n'hésite pas à chambrer.
Tête de série numéro 1 à l'Open Gaz de France 2008, Anna Chakvetadze réussit une excellente performance en remportant le tournoi après avoir éliminé successivement Nathalie Dechy, Amélie Mauresmo, Marion Bartoli puis Ágnes Szávay en finale en trois sets 6-3, 2-6, 6-2. À Anvers, la Russe n'enchaine pas et se fait éliminer dès son entrée en lice par la Sofia Arvidsson. À Doha, elle est une nouvelle fois battue dès son entrée en lice par la chinoise Li Na. Anna doit abandonner en quarts de finale du tournoi de Dubai face à Jelena Janković probablement à cause d'une blessure à la cheville alors qu'elle avait perdu le premier set 6-1. La Russe reprend la compétition à Miami où elle est éliminée au 3e tour par Sabine Lisicki en deux sets.
Anna Chakvetadze commence sa saison sur terre battue à Amelia Island où elle est sortie par Dominika Cibulková au troisième tour. À Charleston, elle est surprise par Sorana Cîrstea qui l'élimine dès le second tour. Elle est sélectionnée pour disputer la demi-finale de la Fed Cup face aux États-Unis et aide à la victoire de son pays en disposant de Vania King. À Berlin, elle est une nouvelle fois défaite dès son entrée en lice par Victoria Azarenka mais à Rome, elle atteint les demi-finales où elle est battue par la Française Alizé Cornet 3-6, 6-4, 6-3. Sa performance à Roland-Garros est pourtant décevante puisque son parcours est arrêté dès le second tour par Kaia Kanepi. Le gazon de Tournoi de Wimbledon lui réussit mieux avec une huitième de finale (battue par Nicole Vaidišová). La suite de la saison est très difficile pour la joueuse russe. Mis à part une éclaircie à New Haven où elle parvient en finale (première défaite à ce stade de la compétition dans sa carrière après sept finales remportées de rang), elle ne franchit jamais le second tour des autres tournois. Le point d'orgue de sa méforme survient à l'US Open où Ekaterina Makarova met fin à ses ambitions dès le premier match, perdant du même coup le bénéfice des points obtenus grâce à sa demi-finale en 2007. Anna n'est classée qu'au 18e rang au terme de la saison.

### 2009: dégringolade au classement mondial

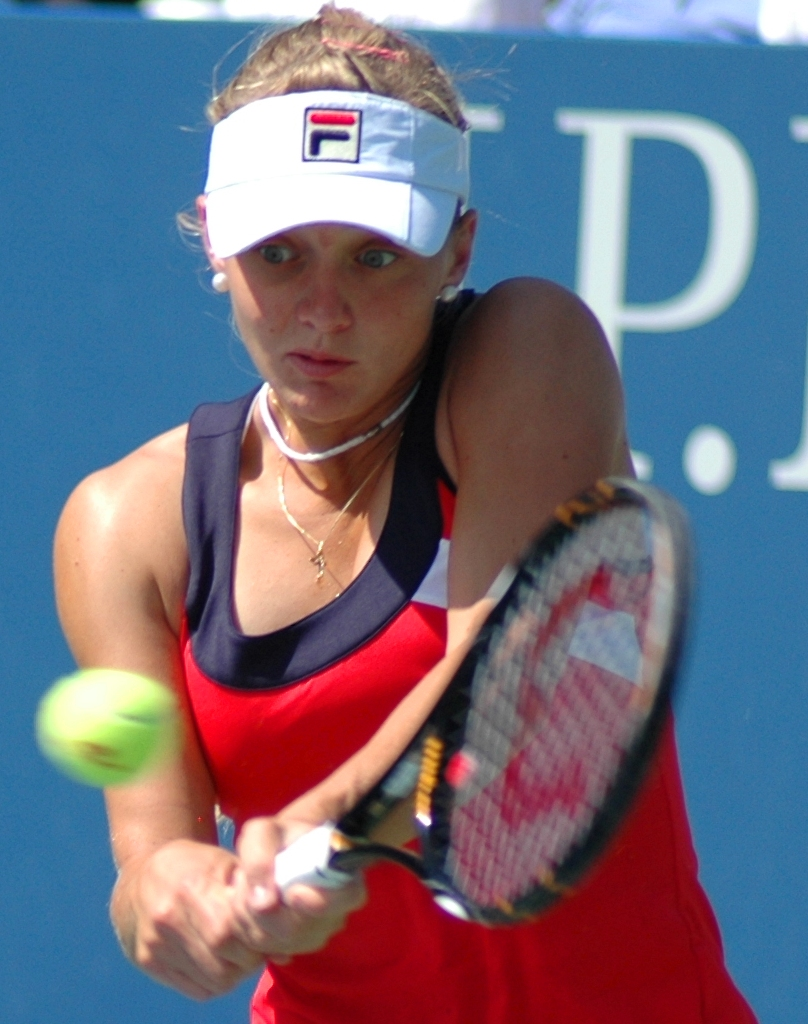
Chakvetadze à l'US Open en 2009

2009 est une très mauvaise année pour la joueuse russe puisqu'elle n'atteint qu'à une seule reprise les quarts de finale d'un tournoi à New Haven. En Grand Chelem, elle est battue au second tour à l'Open d'Australie et à l'US Open et au premier tour à Roland-Garros et à Wimbledon. Elle finit l'année avec un bilan négatif (15 victoires pour 19 défaites), ce qui lui vaut de chuter à la 70e place au classement de fin de saison.

### 2010: premier titre depuis 2 ans et demi
La saison 2010 est dans la continuité de la saison précédente puisque Chakvetadze n'atteint les quarts de finale qu'à l'Open de Pattaya. Ses mauvaises performances lui valent de quitter le top 100 mondial. Il faut attendre le tournoi de Portoroz pour la voir briller à nouveau. En effet, elle remporte ce tournoi et s'offre ainsi le huitième titre de sa carrière après avoir battu trois têtes de série lors de son parcours.

### 2011: toujours aucun titre depuis Portoroz
La saison 2011 confirme les mauvais résultats de 2010.
Anna ne remporte toujours aucun tournoi.
À la fin de l'année, elle se classe à la 234e place du classement WTA.

### 2013: la retraite
Anna Chakvetadze annonce sa retraite du tennis professionnel à l'âge de 26 ans le 11 septembre 2013 à cause de douleurs chroniques au dos qui l'empêchent de continuer à jouer au tennis.

### Autres
Performance remarquable : Anna a connu une série de sept victoires consécutives en finale avant de perdre la première WTA face à Caroline Wozniacki lors du tournoi de tournoi de New Haven en août 2008.

## Palmarès

### Titres en simple dames
| No | Date       | Nom et lieu du tournoi                | Catégorie | Dotation    | Surface         | Finaliste        | Score         |          |
| -- | ---------- | ------------------------------------- | --------- | ----------- | --------------- | ---------------- | ------------- | -------- |
| 1  | 25-09-2006 | International Women’s Open, Guangzhou | Tier III  | 175 000 $   | Dur (ext.)      | Anabel Medina    | 6-1, 6-4      | Parcours |
| 2  | 09-10-2006 | Kremlin Cup, Moscou                   | Tier I    | 1 340 000 $ | Moquette (int.) | Nadia Petrova    | 6-4, 6-4      | Parcours |
| 3  | 07-01-2007 | Moorilla International, Hobart        | Tier IV   | 170 000 $   | Dur (ext.)      | Vasilisa Bardina | 6-3, 7-63     | Parcours |
| 4  | 18-06-2007 | Ordina Open, Bois-le-Duc              | Tier III  | 175 000 $   | Gazon (ext.)    | Jelena Janković  | 7-6, 3-6, 6-3 | Parcours |
| 5  | 16-07-2007 | Western & Southern Open, Cincinnati   | Tier III  | 175 000 $   | Dur (ext.)      | Akiko Morigami   | 6-1, 6-3      | Parcours |
| 6  | 23-07-2007 | Bank of the West Classic, Stanford    | Tier II   | 600 000 $   | Dur (ext.)      | Sania Mirza      | 6-3, 6-2      | Parcours |
| 7  | 04-02-2008 | Open Gaz de France, Paris             | Tier II   | 600 000 $   | Dur (int.)      | Ágnes Szávay     | 6-3, 2-6, 6-2 | Parcours |
| 8  | 19-07-2010 | Slovenia Open, Portorož               | Intern'l  | 220 000 $   | Dur (ext.)      | Johanna Larsson  | 6-1, 6-2      | Parcours |

### Finale en simple dames
| No | Date       | Nom et lieu du tournoi      | Catégorie | Dotation  | Surface    | Vainqueure         | Score         |          |
| -- | ---------- | --------------------------- | --------- | --------- | ---------- | ------------------ | ------------- | -------- |
| 1  | 17-08-2008 | Pilot Pen Tennis, New Haven | Tier II   | 600 000 $ | Dur (ext.) | Caroline Wozniacki | 3-6, 6-4, 6-1 | Parcours |

### Titre en double dames
Aucun

### Finales en double dames
| No | Date       | Nom et lieu du tournoi            | Catégorie | Dotation    | Surface    | Vainqueures                          | Partenaire        | Score            |          |
| -- | ---------- | --------------------------------- | --------- | ----------- | ---------- | ------------------------------------ | ----------------- | ---------------- | -------- |
| 1  | 18-09-2006 | China Open Pékin                  | Tier II   | 600 000 $   | Dur (ext.) | Virginia Ruano Pascual Paola Suárez  | Elena Vesnina     | 6-2, 6-4         | Parcours |
| 2  | 23-07-2007 | Bank of the West Classic Stanford | Tier II   | 600 000 $   | Dur (ext.) | Sania Mirza Shahar Peer              | Victoria Azarenka | 6-4, 7-65        | Parcours |
| 3  | 30-07-2007 | Acura Classic San Diego           | Tier I    | 1 340 000 $ | Dur (ext.) | Cara Black Liezel Huber              | Victoria Azarenka | 7-5, 6-4         | Parcours |
| 4  | 08-02-2010 | PTT Women's Open Pattaya          | Intern'l  | 220 000 $   | Dur (ext.) | Marina Erakovic Tamarine Tanasugarn  | Ksenia Pervak     | 7-5, 6-1         | Parcours |
| 5  | 19-07-2010 | Slovenia Open Portorož            | Intern'l  | 220 000 $   | Dur (ext.) | Maria Kondratieva Vladimíra Uhlířová | Marina Erakovic   | 6-4, 2-6, [10-7] | Parcours |
| 6  | 10-09-2012 | Tashkent Open Tachkent            | Intern'l  | 220 000 $   | Dur (ext.) | Paula Kania Polina Pekhova           | Vesna Dolonc      | 6-2, 0-0, ab.    | Parcours |

## Parcours en Grand Chelem

### En simple dames
| Année | Open d'Australie | Open d'Australie | Internationaux de France | Internationaux de France | Wimbledon       | Wimbledon          | US Open         | US Open             |
| ----- | ---------------- | ---------------- | ------------------------ | ------------------------ | --------------- | ------------------ | --------------- | ------------------- |
| 2004  | -                | -                | -                        | -                        | -               | -                  | 3e tour (1/16)  | Eléni Daniilídou    |
| 2005  | 2e tour (1/32)   | Elena Dementieva | 3e tour (1/16)           | Maria Sharapova          | 1er tour (1/64) | Jelena Janković    | 3e tour (1/16)  | Elena Dementieva    |
| 2006  | 2e tour (1/32)   | Nicole Vaidišová | 2e tour (1/32)           | Li Na                    | 3e tour (1/16)  | Justine Henin      | 4e tour (1/8)   | Tatiana Golovin     |
| 2007  | 1/4 de finale    | Maria Sharapova  | 1/4 de finale            | Maria Sharapova          | 3e tour (1/16)  | Michaëlla Krajicek | 1/2 finale      | Svetlana Kuznetsova |
| 2008  | 3e tour (1/16)   | Maria Kirilenko  | 2e tour (1/32)           | Kaia Kanepi              | 4e tour (1/8)   | Nicole Vaidišová   | 1er tour (1/64) | Ekaterina Makarova  |
| 2009  | 2e tour (1/32)   | Jelena Dokić     | 1er tour (1/64)          | Mariana Duque Mariño     | 1er tour (1/64) | Sabine Lisicki     | 2e tour (1/32)  | Vera Zvonareva      |
| 2010  | 1er tour (1/64)  | Flavia Pennetta  | 1er tour (1/64)          | Angelique Kerber         | 2e tour (1/32)  | Serena Williams    | 1er tour (1/64) | Urszula Radwańska   |
| 2011  | 2e tour (1/32)   | Petra Kvitová    | -                        | -                        | 1er tour (1/64) | Maria Sharapova    | -               | -                   |
| 2012  | 1er tour (1/64)  | Jelena Dokić     | -                        | -                        | -               | -                  | -               | -                   |

À droite du résultat, l’ultime adversaire.

### En double dames
| Année | Open d'Australie              | Open d'Australie           | Internationaux de France    | Internationaux de France  | Wimbledon                     | Wimbledon                   | US Open                     | US Open                    |
| ----- | ----------------------------- | -------------------------- | --------------------------- | ------------------------- | ----------------------------- | --------------------------- | --------------------------- | -------------------------- |
| 2005  | -                             | -                          | 2e tour (1/16) Sania Mirza  | Yan Zi Zheng Jie          | 1er tour (1/32) Sania Mirza   | Alina Jidkova T. Perebiynis | 1er tour (1/32) T. Golovin  | E. Dementieva F. Pennetta  |
| 2006  | 1er tour (1/32) Elena Vesnina | Émilie Loit Nicole Pratt   | 1/4 de finale Elena Vesnina | Yan Zi Zheng Jie          | 1er tour (1/32) Elena Vesnina | An. Rodionova Andreea Vanc  | 3e tour (1/8) Elena Vesnina | V. Ruano Paola Suárez      |
| 2007  | 1er tour (1/32) M. Santangelo | Dinara Safina K. Srebotnik | 1er tour (1/32) V. Azarenka | Klaudia Jans A. Rosolska  | 2e tour (1/16) V. Azarenka    | M. Kirilenko Elena Vesnina  | 1er tour (1/32) V. Azarenka | V. Dushevina T. Perebiynis |
| 2008  | 1er tour (1/32) Li Na         | Peng Shuai Sun Tiantian    | -                           | -                         | -                             | -                           | -                           | -                          |
| 2009  | 1er tour (1/32) A. Kleybanova | Cara Black Liezel Huber    | 1er tour (1/32) M. Camerin  | Gisela Dulko Ágnes Szávay | 2e tour (1/16) M. Camerin     | S. Stosur Rennae Stubbs     | 1er tour (1/32) M. Camerin  | A. Hlaváčková L. Hradecká  |
| 2010  | 1er tour (1/32) Tamira Paszek | A. Hlaváčková L. Hradecká  | -                           | -                         | 1er tour (1/32) V. Azarenka   | Chuang C.J. O. Govortsova   | -                           | -                          |
| 2011  | 1er tour (1/32) A. Brianti    | S. Ferguson Alicia Molik   | -                           | -                         | 1er tour (1/32) Melanie Oudin | Sania Mirza Elena Vesnina   | -                           | -                          |

Sous le résultat, la partenaire ; à droite, l’ultime équipe adverse.

### En double mixte
| Année | Open d'Australie            | Open d'Australie      | Internationaux de France      | Internationaux de France  | Wimbledon                   | Wimbledon                   | US Open                    | US Open                   |
| ----- | --------------------------- | --------------------- | ----------------------------- | ------------------------- | --------------------------- | --------------------------- | -------------------------- | ------------------------- |
| 2005  | -                           | -                     | -                             | -                         | 2e tour (1/16) J. Levinský  | S. Stosur T. Woodbridge     | -                          | -                         |
| 2006  | 1er tour (1/16) Martin Damm | C. Morariu Mike Bryan | 1er tour (1/16) Julian Knowle | Nicole Pratt Pavel Vízner | 1er tour (1/32) J. Levinský | E. Daniilídou Chris Haggard | -                          | -                         |
| 2008  | -                           | -                     | -                             | -                         | -                           | -                           | 1er tour (1/16) Max Mirnyi | Nadia Petrova J. Björkman |
| 2009  | -                           | -                     | -                             | -                         | 1er tour (1/32) Andy Ram    | M. Kirilenko Igor Andreev   | -                          | -                         |

Sous le résultat, le partenaire ; à droite, l’ultime équipe adverse.

## Parcours en «Premier Mandatory» et «Premier 5»
Découlant d'une réforme du circuit WTA inaugurée en 2009, les tournois WTA « Premier Mandatory » et « Premier 5 » constituent les catégories d'épreuves les plus prestigieuses, après les quatre levées du Grand Chelem.

### En simple dames
| Année |              | Premier Mandatory           | Premier Mandatory           | Premier Mandatory        | Premier Mandatory |       | Premier 5 | Premier 5                    | Premier 5                   | Premier 5                 | Premier 5                  | Premier 5 | Premier 5 |
| Année | Indian Wells | Miami                       | Madrid                      | Pékin                    |                   | Dubaï | Rome      | Canada                       | Cincinnati                  |                           | Tokyo                      |           |           |
| Année | Indian Wells | Miami                       | Madrid                      | Pékin                    |                   | Doha  | Rome      | Canada                       | Cincinnati                  |                           | Wuhan                      |           |           |
| Année | Indian Wells | Miami                       | Madrid                      | Pékin                    |                   |       | Rome      | Canada                       | Cincinnati                  |                           |                            |           |           |
| 2009  |              | 3e tour (1/16) Shahar Peer  | 3e tour (1/16) V. Azarenka  | 3e tour (1/8) Bondarenko |                   |       |           | 1er tour (1/32) Ayumi Morita | 3e tour (1/8) V. Williams   | 1er tour (1/32) S. Bammer | 2e tour (1/16) V. Azarenka |           |           |
| 2010  |              | 2e tour (1/32) A. Radwańska | 1er tour (1/64) Kimiko Date |                          |                   |       |           |                              |                             |                           |                            |           |           |
| 2011  |              | 2e tour (1/32) M. Kirilenko |                             |                          |                   |       |           | 2e tour (1/16) C. Wozniacki  |                             |                           |                            |           |           |
| 2012  |              |                             |                             |                          |                   |       |           |                              | 1er tour (1/32) S. Stephens |                           |                            |           |           |

Sous le résultat, l’ultime adversaire.

## Parcours aux Masters

### En simple dames
| # | Date       | Nom de l'édition                    | ($)       | Surface    | Résultat   | Ultime adversaire | Score    |          |
| - | ---------- | ----------------------------------- | --------- | ---------- | ---------- | ----------------- | -------- | -------- |
| 1 | 05/11/2007 | Sony Ericsson Championships, Madrid | 3 000 000 | Dur (int.) | 1/2 finale | Maria Sharapova   | 6-2, 6-2 | Parcours |

## Parcours en Fed Cup
| #                                                                | Date       | Lieu                | Surface      | Gagnante(s)              | Perdante(s)                    | Score          |          |
|                                                                  |            |                     |              |                          |                                |                |          |
| 2006 - Barrage (groupe mondial I) - Croatie - Russie - 2 : 3     |            |                     |              |                          |                                |                |          |
| 1                                                                | 15/07/2006 | Umag                | Terre (ext.) | Anna Chakvetadze         | Ivana Lisjak                   | 7-62, 7-63     | Parcours |
| 1                                                                | 15/07/2006 | Umag                | Terre (ext.) | Ivana Lisjak Matea Mezak | Anna Chakvetadze Elena Vesnina | 3-6, 7-63, 6-2 | Parcours |
|                                                                  |            |                     |              |                          |                                |                |          |
| 2007 - 1/4 de finale (groupe mondial) - Russie - Espagne - 5 : 0 |            |                     |              |                          |                                |                |          |
| 2                                                                | 21/04/2007 | Moscou              | Terre (int.) | Anna Chakvetadze         | Nuria Llagostera               | 3-6, 7-65, 6-2 | Parcours |
|                                                                  |            |                     |              |                          |                                |                |          |
| 2007 - 1/2 finale (groupe mondial) - États-Unis - Russie - 2 : 3 |            |                     |              |                          |                                |                |          |
| 3                                                                | 14/07/2007 | Stowe               | Dur (ext.)   | Anna Chakvetadze         | Vania King                     | 6-1, 6-3       | Parcours |
| 3                                                                | 14/07/2007 | Stowe               | Dur (ext.)   | Venus Williams           | Anna Chakvetadze               | 6-1, 6-4       | Parcours |
|                                                                  |            |                     |              |                          |                                |                |          |
| 2007 - Finale (groupe mondial) - Russie - Italie - 4 : 0         |            |                     |              |                          |                                |                |          |
| 4                                                                | 15/09/2007 | Moscou              | Dur (int.)   | Anna Chakvetadze         | Francesca Schiavone            | 6-4, 4-6, 6-4  | Parcours |
|                                                                  |            |                     |              |                          |                                |                |          |
| 2008 - 1/4 de finale (groupe mondial) - Israël - Russie - 1 : 4  |            |                     |              |                          |                                |                |          |
| 5                                                                | 02/02/2008 | Ramat Ha-Sharon     | Dur (ext.)   | Anna Chakvetadze         | Tzipora Obziler                | 6-4, 6-2       | Parcours |
|                                                                  |            |                     |              |                          |                                |                |          |
| 2008 - 1/2 finale (groupe mondial) - Russie - États-Unis - 3 : 2 |            |                     |              |                          |                                |                |          |
| 6                                                                | 26/04/2008 | Moscou              | Terre (int.) | Anna Chakvetadze         | Vania King                     | 6-4, 7-5       | Parcours |
|                                                                  |            |                     |              |                          |                                |                |          |
| 2009 - 1/4 de finale (groupe mondial) - Russie - Chine - 5 : 0   |            |                     |              |                          |                                |                |          |
| 7                                                                | 07/02/2009 | Moscou              | Dur (int.)   | Anna Chakvetadze         | Yan Zi                         | 6-1, 6-2       | Parcours |
|                                                                  |            |                     |              |                          |                                |                |          |
| 2009 - 1/2 finale (groupe mondial) - Italie - Russie - 4 : 1     |            |                     |              |                          |                                |                |          |
| 8                                                                | 25/04/2009 | Castellaneta Marina | Terre (ext.) | Flavia Pennetta          | Anna Chakvetadze               | 6-4, 6-0       | Parcours |

## Classements WTA

### Classements en simple en fin de saison
| Année | 2002 | 2003 | 2004 | 2005 | 2006 | 2007 | 2008 | 2009 | 2010 | 2011 | 2012 |
| Rang  | 756  | 374  | 84   | 33   | 13   | 6    | 18   | 70   | 56   | 230  | 222  |

Source : (en) « Classements de Anna Chakvetadze », sur le site officiel du WTA Tour

### Classements en double en fin de saison
| Année | 2004 | 2005 | 2006 | 2007 | 2008 | 2009 | 2010 | 2011 | 2012 |
| Rang  | 661  | 280  | 68   | 75   | 285  | 304  | 134  | 1123 | 236  |

Source : (en) « Classements de Anna Chakvetadze », sur le site officiel du WTA Tour